# Мејн
Мејн (енгл. Maine), држава је смештена на крајњем североистоку САД. Према истоку и југу излази на Атлантски океан, према североистоку се граничи са канадском провинцијом Њу Бранзвик, а према северозападу са провинцијом Квебек, према западу се граничи са државом Њу Хемпшир. Мејн је смештен у делу САД познатом као Нова Енглеска. Познат је по свом крајолику – разуђеној, каменитој обали, ниским планинама, густим шумама и живописним водотоцима. Такође је познат и по својој кухињи нарочито по јастозима и шкољкама. Политички је Мејн познат као једина америчка савезна држава у којој Индијанци имају своје посланике - наиме, племена Пенобскот, Пасамакводи и Маласит свака бирају по једног посланика за државни Представнички дом сваке две године; њихови посланици немају пуно право гласа већ им је ауторитет ограничен на индијанска питања.

## Географија
Мејн је најсевернија и највећа држава у Новој Енглеској јер заузима скоро половину површине те области. За Мејн је карактеристично то да се граничи са само једном државом САД, Њу Хемпширом према западу. Мејн је најисточнија држава САД, а градови Истпорт и Лубек су два најисточнија места у Сједињеним Државама. Најсеверније насеље у Мејну је Есткорт Стејшон.
Језеро Мусхед је највеће језеро у Новој Енглеској. Острва Макијас Сил и Норт Рок спадају међу четири области око којих се споре САД и Канада.
Скоро деведесет посто Мејна је покривено шумом. Шумске области су углавном ненасељене а неке нису ни политички организоване. Тако на пример Северозападни Арустук је неорганизована територија а простире се на површини од 6.910 km² и има 27 становника или једну особу на 260 km².
Мејн се налази у биому широколисних и мешовитих шума умерених предела. У пределима дуж централне и јужне обале налазе се Североисточне обалске шуме у којима преовлађује храст, док се у остатку државе простиру Северноенглеске-Акадијске шуме.
Обала Мејна је дугачка око 400 km. Најисточнија тачка Мејна а уједно и континенталног дела САД је Вест Кводи Хед (енгл. West Quoddy Head). Обала Мејна има много залива, ртова и литица. У унутрашњости се налазе језера, реке, шуме и планине. 
Највећи део крајолика Мејна је створен услед снажне глацијалне активности на крају последњег леденог доба. У том периоду су настали мореуз Сомс и Бабл Рок. Мореуз Сомс се сматра јединим фјордом на источној обали САД и достиже дубину до 50 метара. Велика дубина овог мореуза омогућава бродовима да се крећу скоро целом његовом дужином. Такође је погодан и за бродоградилишта. Бабл Рок познат и као глацијално чудо је један велики камен натакнут на ивицу планине Бабл у Националном парку Акадија. На основу анализе гранита, геолози су утврдили да су глечери померили тај камен са удаљености од око 50 km.
Национални парк Акадија је једини национални парк у Новој Енглеској.

## Историја
Током Леденог доба на подручју данашњег Мејна настало је на стотине залива, увала и живописних лука које постоје и данас. Приликом повлачења леда настало је близу две хиљаде острва код обале Мејна.

### Првобитни становници
Првобитни становници ове области су били потомци ловаца из периода Леденог доба. О овим људима се мало зна, осим да су се развили знатно пре Микмак и Абнаки Индијанаца. Они су били познати као црвени људи због црвене глина коју су користили за обележавање гробова. Сматра се да најстарији гробови становника Мејна датирају од три хиљаде година пре нове ере.
Микмаки Индијанци у источном Мејну и Њу Бранзвику су углавном били ратоборно племе, док су бројнији Абнаки (или Вабанаки) Индијанци били мирољубиво племе, које се бавило пољопривредом и рибарством. 
Иако су некада десетине племена насељавала Мејн данас постоје само четири. Племе Пасамакводи броји око 1.500 припадника и живи у два резервата. Племе Пенобскоти броји око 1.200 припадника и живи на острву Индијан на реци Пенобскот. Племе Микмак има 482 припадника и живи у округу Арустук, док је племе Малисита са 554 припадника смештено близу Хаултона.

### Откриће и колонизација
Претпоставка је да је пет стотина година пре Колумбовог „открића“ Америке, Лејф Ериксон са посадом од тридесет Викинга стигао до данашњег Мејна и покушао да оснује насеобину.
Џон Кабот, италијански морепловац у служби енглеског краља Хенрија VII, је 1498. упловио је у воде Северне Америке и сматра се да је истражио обалу Мејна, иако не постоје конкретни докази о томе. Један век касније више европских бродова је накратко посетило ову област, неки од њих су пристајали због поправки и ради снабдевања храном.
Прва насеобина у данашњем Мејну је била основана 1607. године од стране компаније „Плимут“ у Попхаму, исте године када је основана колонија Џејмстаун у Вирџинији. С обзиром да колонија Попхам није успела да преживи сурове зиме у Мејну, Џејмстаун се сматра најстаријом трајном насеобином у САД.
Током 1620-их основане су бројне енглеске насеобине дуж обале Мејна, међутим због сурове климе, сиромаштва и напада Индијанаца већи број тих колонија уништен током наредних година. Почетак 17. века дочекало је само неколико колонија. Дотле је Масачусетс купио већи део територије Мејна, тај споразум је трајао све до 1820. када је Мејн постао држава.

### Ратови са Французима и Индијанцима
Питање управе над Мејном било је предмет спора између Енглеске и Француске током прве половине 18. века. Ово раздобље обележили су и бројни упади Индијанаца на насеобине белаца. Ови препади су били подржани од стране Француза јер су желели да отерају Енглезе са те територије.
Прекретницу у ратним операцијама представљало је заузимање француске луке у Луисбургу у Новој Шкотској, 1745. године од стране трупа предвођених Вилијамом Пеперелом. Споразум у Паризу је потписан 1763. којим су се Французи одрекли претензија на ову територију.
Смањење индијанских напада половином 18. века и поклањање земље од стране Масачусетса допринело је порасту броја становника у Мејну. Између 1743. и 1763. број становника се увећао са 12.000 на 24.000. До краја века број становника Мејна је порастао на 150.000.

### Америчка револуција
Отпор британској пореској политици је почео још 1765. када је група људи запленила пореске маркице у Фалмуту, данашњем Портланду, док су напади на пореске службенике постали учестали.
Годину дана после Бостонске чајанке, у Мејну се одиграо сличан догађај када је група људи запалила товар чаја који је био ускладиштен у Јорку.
Након избијања оружаног сукоба у Лексингтону и Конкорду, стотине мушкараца из Мејна су се прикључили борби за независност. Доста борби је било и у унутрашњости Мејна.
Британски бродови су 1775, под командом капетана Хенрија Мовата, бомбардовали и спалили Фалмут. Тим чином су Британци желели да казне становнике тог места због њиховог супротстављања британској Круни.
Прва поморска битка током Америчке револуције догодила се у јуну 1775. када је група родољуба близу Макијаса заробила брод „Маргарета“. Касније те године група мушкараца из Мејна придружила се пуковнику Бенедикту Арнолду на његовом дугом маршу кроз северне шуме у покушају да заузме Квебек. Приликом покушаја америчке морнарице да 1779. године заузме британско утврђење Кастин дошло је до најкрвавије поморске битке током Америчке револуције.
Током Америчке револуције Мејн је претрпео велике губитке, око хиљаду људи је погинуло, трговина је замрла, главни град је сравњен са земљом, а трошкови Мејна су били већи него касније у Америчком грађанском рату.

### Државност
Након Америчке револуције колонисти у Мејну почињу да траже отцепљење од Масачусетса. Обалски трговци, који су у то време одржавали равнотежу политичке моћи, су се супротстављали покрету за отцепљење. Свој став су променили када је избио Рат из 1812. јер се Масачусетс показао као неспособан да заштити људе у овој ексклави од упада британских трупа.
Због појачаних захтева за добијање статуса државе Конгрес САД је према одредбама Мисури компромиса 15. марта 1820. прогласио Мејн за 23. државу САД. Због потребе да се одржи равнотежа између држава у којима је било дозвољено робовласништво и оних у којима то није, након прикључења Мејна годину дана касније САД се придружује држава Мисури, у којој је за разлику од Мејна било дозвољено робовласништво.
Приликом ступања у Унију Мејн је имао скоро три стотине хиљада становника, састојао се од девет округа и 236 насељених места.
Први гувернер Мејна је био Вилијам Кинг, угледни трговац и бродоградитељ. Као привремени главни град одабран је Портланд, да би престоница 1832. била пресељена у Огасту.

### Проблем са североисточном границом
Граница између Мејна и Њу Бранзвика је често била предмет расправе годинама након Америчке револуције. Сукоб је тињао све до 1839, када је запретила опасност од избијања рата. Британци су ангажовали неколико стотина војника из Квебека, док је Конгрес САД одобрио десет милиона долара за војне трошкове уколико дође до избијања рата. Мобилисано је око педесет хиљада војника а генерал-мајор Винфилд Скот је послат да предупреди крвопролиће. Скот је успео да издејствује привремени споразум између две стране.
Споразум Вебстер-Ешбартон је потписан 1842. између државног секретара САД Данијела Вебстера и енглеског специјалног министра лорда Ешбартона, којим је коначно решено питање североисточне границе Мејна.

### Економски развој
Након добијања статуса државе дошло је до развоја рударства и индустрије што је довело до снажног економског раста.
Поред прераде дрвета процват је доживело и рибарство као и бродоградња. Такође се развила и производња леда, гранита и креча.
Фабрике које је покретала вода су почеле да ничу поред бројних млинова који су већ били смештени дуж најзначајнијих река у Мејну. То доприноси развоју производње текстила, папира и производа од коже.
Рибарство и пољопривреда су такође били веома важни али су били предмет великих економских флуктуација.

### Грађански рат
У Мејну, који је постао држава САД као држава у којој није дозвољено робовласништво, је постојала дуга традиција борбе против робовласништва. Удружења аболициониста су основана још 25 година пре почетка Америчког грађанског рата.
Допринос Мејна у војсци Уније је био прилично велики. Око 73.000 хиљаде војника из Мејна је било ангажовано у војсци Уније а њих десет посто је погинуло током рата.
Два генерала из Мејна су се истакла током овог рата. Оливер Отис Хауард се истакао и биткама код Гетисбурга и Бул Рана а Џошуа Л. Чемберлен у бици код Литл Раунд Топа. Чемберлен је командовао трупама Уније којима се предао генерал Роберт Ли код Апоматокса. Након рата изабран је за гувернера Мејна.
Оба генерала су била привржена школству па је Хауард основао Универзитет Хауард (енгл. Howard University) и био је његов први председник, док је Чемберлен био председник Колеџа Боудин (енгл. Bowdoin College).

### Три дива
Прохибиција и аболиционистички покрети омогућили су оснивање Републиканске странке у Мејну 1854. године. Ханибал Хамлин, сенатор САД из редова демократа, иступио је из своје странке због несугласица око робовласништва. Он је основао Републиканску странку у Мејну и био је први гувернер Мејна из редова те странке. Избором Абрахама Линколна за председника САД, Хамлин је постао потпредседник.
Током овог раздобља појавила се најзначајнија политичка личност Мејна у 19. веку, Џејмс Г. Блејн. Од средине 1860-их до краја века Блејн је практично владао националном а самим тим и политиком у Мејну јер је био председавајући Представничког дома САД, утицајан сенатор, три пута је био државни секретар. Био је кандидат Републиканске странке на изборима 1884. али је изгубио од демократе Гровера Кливленда.
Трећи значајни политичар из тог раздобља био је Томас Б. Рид члан Конгреса САД током последње четвртине 19. века. Три пута је био председавајући Представничког дома а због своје оштрине и одлучности да прогура одређене законе добио је надимак „Цар Рид“.

### Индустријски раст
Након великих открића у производњи струје 1890-их, Мејн је почео да користи своје речне потенцијале за изградњу хидроелектрана. Електране су изграђене на рекама Андроскогин, Кенебек, Пенобскот и Сако.
И током 20. века се наставио раст индустријске производње у Мејну али по знатно нижој стопи. Велике фарме на којима се узгајао кромпир, ћуретина и производили млечни производи заменио је велики број малих газдинстава.
Велика економска криза током 1930-их одразила се и на економију Мејна.
Током друге половине 20. века Мејн је имао проблем да усклади индустријски развој заснован на коришћењу природних ресурса и заштиту животне средине.

### Данашња политика Мејна
Уз ретке изузетке, Републиканска странка владала је политичком сценом Мејна цео век, од оснивања странке 1854. до избора демократе Едмунда С. Маскија за гувернера 1954. Маски и мала група младих напредних људи је успела да Мејн учини истинском двопартијском државом.
Маски је 1958. постао сенатор САД. Постао је предводник у борби за чисту животну средину а такође се профилисао као стручњак за законодавство и контролу буџета. На изборима за председника САД 1968. био је кандидат за потпредседника заједно са Хубертом Хамфријем а четири године касније био је један од главних кандидата за председничку номинацију.
Председник САД Џими Картер га је 1979. именовао за државног секретара

## Демографија
| 1900.   | 1910.   | 1920.   | 1930.   | 1940.   | 1950.   | 1960.   | 1970.   | 1980.     | 1990.     | 2000.     | 2010.     |
| ------- | ------- | ------- | ------- | ------- | ------- | ------- | ------- | --------- | --------- | --------- | --------- |
| 694.466 | 742.371 | 768.014 | 797.423 | 847.226 | 913.774 | 969.265 | 992.048 | 1.124.660 | 1.227.928 | 1.274.923 | 1.328.361 |

Према процени Управе САД за попис становништва (енгл. United States Census Bureau) у Мејну је 1. јула 2011. живело 1.328.118 људи што је смањење до 0,01% у односу на попис који је обављен 2010. Мејн је 2008. имао 1.321.504 становника што представља повећање од 6.250 људи или 0,5% у односу на 2007. годину. У односу на 2000. годину број становника се у том раздобљу повећао за 46.582 или 3,7%. Захваљујући природном прираштају број становника је повећан за 6.413 (71.276 рођених минус 64.863 умрлих), док су новопридошли становници допринели повећању од 41.808 људи. Од тог броја 5.004 су имигранти, док су 36.804 становника мигранти из других држава.
Са 14,49 становника по квадратном километру Мејн је најређе насељена држава САД источно од реке Мисисипи.
Шире подручје Портланда је најгушће насељени део са скоро 20% становника Мејна.
У 2009. Мејн је био једна од три државе које су имале смањење броја становника.

### Расе, етничко порекло и језик
Према попису из 2010. 94,4% становништва Мејна су чинили белци, 1,1% црнци, 0,6% Индијанци и аљашки домороци, један посто људи пореклом из Азије, 0,1 припадници неке друге расе и 1,4% мелези. Латиноамериканци и особе шпанског порекла су чинили 1,3% становништва Мејна.
Према етничком пореклу највеће групе у Мејну су : 
- 30,6% Енглези
- 25,0% Франко-Канађани
- 18,3% Ирци
- 8,3% Немци
- 5,8% Италијани
- 4,8% Шкоти
- 2,6% Шкоти-Ирци
- 2,3% Пољаци

Мејн је после Њу Хемпшира на другом месту међу државама по броју Американаца француског порекла. Такође има и највећи проценат белаца који нису латиноамеричког порекла. Мејн има највећи проценат говорника француског језика у САД. Према попису из 2000. године 92,25% становника Мејна је говорило енглески код куће док је 5,28% говорило француски у поређењу са Луизијаном где је тај проценат 4,68%.

### Религија
Према вероисповести становништво Мејна се може приказати следећим подацима:
- хришћани – 82%
  - протестанти – 45%
    - баптисти – 16%
    - методисти[12] – 9%
    - припадници епископалне цркве – 8%
    - Уједињена црква Христа – 8%
    - Пентекостална црква – 6%
    - лутерани – 3%
    - остале протестантске цркве – 10%

  - римокатолици – 37%
  - други хришћани – 1%
- остале религије – 1%
- нерелигиозне особе – 17%